# Can Joan Moreno
Can Joan Moreno és una casa de Santa Maria de Palautordera (Vallès Oriental) protegida com a Bé Cultural d'Interès Local.

## Descripció
Es tracta d'una casa entre mitgeres de carener paral·lel a la façana i planta baixa i pis. Els murs que són de paredat estan arrebossats i pintats. La porta és de llinda plana de fusta amb aplicacions de ferro i permòdols a les impostes. Les finestres també són de llinda plana sense decorar amb mènsules a la línia de les impostes. Fou restaurada fa pocs anys.